# اچ‌ام‌آی‌اس کووری (یو۱۰)
اچ‌ام‌آی‌اس کووری (یو۱۰) (به انگلیسی: HMIS Cauvery (U10)) یک کشتی بود که طول آن ۲۹۹ فوت ۶ اینچ (۹۱٫۲۹ متر) بود. این کشتی در سال ۱۹۴۳ ساخته شد.